# Lidia Babici
Lidia Babici (Hâncu; n. 24 septembrie 1897, Artiomovsk, Ekaterinoslav, Imperiul Rus; d. 7 august 1970, Chișinău) a fost o cântăreață de operă (soprană lirică) din Regatul României, iar, ulterior, din RSS Moldovenească. Prima soprană la Opera din București.

## Biografie
S-a născut în 1897 în Kîpuce, în Donbass, într-o familie de evrei originari din Tighina. La scurt timp după nașterea ei, familia s-a mutat la Chișinău, unde mama ei va deschide ulterior un orfelinat. A făcut studii muzicale la Școala Medie de Muzică din Chișinău în anii 1910–1915 cu Iacob Gorski (clasa canto), apoi lecții de canto cu Lidia Lipkovski în 1918. A frecventat Institutul Muzical Dramatic „Ludwig van Beethoven” din Odesa (1918), Conservatorul „Giuseppe Verdi” din Milano (1922–1925; clasa canto cu Vittorio Vanzzo) și Conservatorul din Chișinău (1948–1952; armonia cu L. Gurov, solfegiul cu S. Zlatov, istoria muzicii cu A. Abramovici și A Beilina).
Debutează pe scena Operei Române, în 1925, în rolul Violetei din Traviata de Giuseppe Verdi. A mai interpretat:
- titular în Lakmé de L. Delibes
- Constanza în Răpirea din Serai de Wolfgang Amadeus Mozart
- Margareta în Faust de Charles Gounod
- Rosina în Bărbierul din Sevilla de Gioachino Rossini
- Antonida în Viața pentru țar de Mihail Glinka
- Gilda în Rigoletto de Giuseppe Verdi
- Manon Lescaut în Manon de Jules Massenet
- Rosina în Nunta lui Figaro de Mozart
- Antonina în Povestirile lui Hoffman de Jacques Offenbach
- Mimi în Boema de Giacomo Puccini

Activează ca solistă la Opera Națională din București și la Capela Societății „Cântarea României” între anii 1926 și 1939. 
A fost distinsă cu Ordinul „Meritul Cultural” în 1931.
La sfârșitul anului 1939, pe fondul legislației fasciste și antisemite, Babici a fost concediată de la operă, la fel ca alți evrei, precum Iosif Dailis sau Isaac Bain.
După Ocupația sovietică a Basarabiei și Bucovinei de Nord, revine la Chișinău, unde cântă la Filarmonică (anii 1940–1941) și în ansamblul de cântece și dansuri „Doina” (1941–1944). Predă canto la Conservatorul din Chișinău din 1944.
Lidia Babici a avut turnee la Paris, Berlin, Stuttgart, Roma, Varșovia. Printre discipolii săi se numără Valentina Savițchi, Polina Botezat, Tamara Ciobanu, R. Esina, I. Volkov, I. Burduja, L. Pelin, L. Grițel, M. Gruzman, S. Moldovan, A. Krivențova, G. Țidzic, E. Motoi, Z. Timoni, N. Pascal, C. Lichin, J. Polupanova. A avut colavorări fructuoase cu Eugenia Babad, Tana Nanescu, Grigore Petroviceanu, Spiru Dumitrescu, Nicolae Nagacevschi, Vasile Malanețchi, Velia Giovanelli, Alexandra Elefterescu, Mircea Lazăr, Alexandra Lupescu, George Nicolescu-Basu, Maria Snejina, George Folescu, Arnoldo Georgewsky, Melitta Georgescu, Constantin Stroescu, Rudolf Steiner, Florica Cristoforeanu, Alfred Alessandrescu, Egizio Massini, Isac Bein, Veaceslav Bulîciov, Umberto Pessione, George Georgescu, Jean Bobescu, Ion Bazilevici, Florica Popovici, Viorica Ursuleac, Margareta Metaxa, Ritta Cottescu etc.